# Черни връх (област Монтана)
Вижте пояснителната страница за други значения на Черни връх.
Черни връх е село в Северозападна България. То се намира в община Вълчедръм, област Монтана.

## География
Селото се намира на 6 km от Вълчедръм и на 24 km от Лом, по поречието на река Цибрица.
Намира се в равнина между с. Якимово и Вълчедръм.
Населението към 2013 г. е 400 души, с тенденция за смяна на етническия състав от българи - към цигани.
Климатът е изразено континентален, характерен със сухо и горещо лято и студена зима.